# Église Saint-Pierre-ès-Liens de Mauvezin-sur-Gupie
Pour les articles homonymes, voir Église Saint-Pierre-ès-Liens.
L'église Saint-Pierre-ès-Liens est une église catholique située à Mauvezin-sur-Gupie, en France.

## Localisation
L'église Saint-Pierre-ès-Liens est située  à Mauvezin-sur-Gupie, dans le département français de Lot-et-Garonne, .

## Historique
L'église a été construite au XIIIe siècle sur un endroit élevé où elle aurait pu servir d'observatoire.
Elle a été en grande partie détruite entre 1437 et 1442. Il ne restait plus de l'église que les fondations et la partie basse de la façade avec le portail. Elle est reconstruite à partir de la seconde moitié du XVe siècle. On a alors ajouté une seconde chapelle, côté sud, en vis-à-vis de la chapelle nord. Ces deux chapelles sont couvertes d'une voûte d'arêtes.
Le chevet est reconstruit dans le style gothique flamboyant à la fin du XVe siècle ou au début du XVIe siècle. Cette reconstruction est due à Raymond de Ferrand, seigneur de Mauvezin, dont on peut voir les armoiries associées à celles de sa femme sur l’une des clés de voûte. 
L'abbé Dumas a construit une sacristie contre l'église en 1733.
L'église n'a pas souffert au cours de la Révolution. Son décor intérieur néo-gothique est réalisé au XIXe siècle.
L'église Saint-Pierre a été restaurée entre 1976 et 1982 par l’association des « Amis des pierres du temps passé » sous le contrôle d'André Desgrez, architecte des bâtiments de France.
Le décor a été restauré à l'initiative de l'abbé Brousseau. Entre 1942 et 1944, le peintre d'origine italienne Giovanni Masutti a restauré le décor de l'église et peint des compositions en trompe-l'œil suivant la technique de la fresque. Il a réalisé une peinture représentant la Cène inspirée de Léonard de Vinci.
L'édifice est inscrit au titre des monuments historiques le 23 septembre 1958.

## Remarques sur des dessins de la charpente

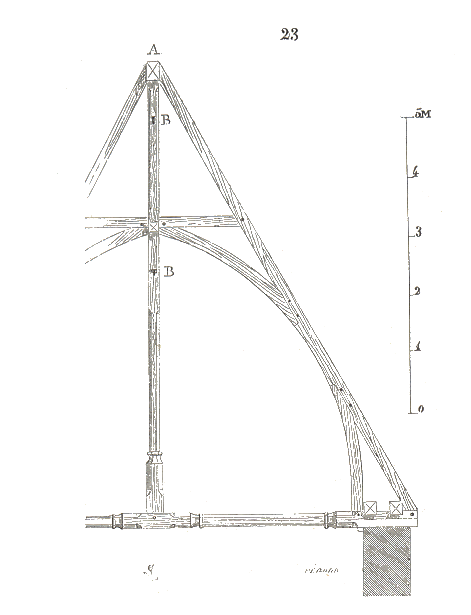
Dessin du Dictionnaire de l'architecture de Viollet-le-Duc pour la charpente de l'église Saint-Pierre de Mauvezin

Ces remarques sont mentionnées dans le Dictionnaire raisonné de l’architecture française du XIe au XVIe siècle de Viollet-le-Duc.
Eugène Viollet-le-Duc a pris l'exemple de l'église de Mauvezin pour montrer sa singularité, en particulier la position des sablières, dans son article sur les charpentes du XVIe siècle dans son Dictionnaire raisonné de l'architecture française du XIe au XVIe siècle. La charpente apparente de la nef à la forme d'une carène de vaisseau renversé.
L'analyse qu'en a fait Viollet-le-Duc est malencontreusement erronée car elle est basée sur un relevé fait par Gustave Alaux (1816-1882), architecte à Bordeaux, architecte du département et du diocèse, qui a restauré l'église au XIXe siècle et qui est inexact. Il date la charpente du XIIIe siècle alors que l'analyse dendrochronologique a montré qu'elle a été réalisée au XVe siècle, au moment de la reconstruction de l'église.
Une étude faite en 1957 par un architecte des monuments historiques a montré que c'est une charpente à chevron portant ferme,, dont les poinçons supérieurs et inférieurs sont décalés dans la partie visible.
Il n'y a que dans la partie sur voûte de pierre que les entraits sont dans le même plan vertical que les poinçons supérieurs. Une seule ferme est complète avec poinçon d'un seul tenant. 
Certains dispositions de l'église, comme les fenêtres de la nef, ont été modifiées ou ajoutées par Gustave Alaux.